# Zaisan (spomenik)
Spomenik Zaisan (mongolsko Зайсан толгой) je spomenik v Khan Uulu v Ulan Batorju v Mongoliji, ki je posvečen zavezniškim mongolskim in sovjetskim vojakom, padlim v drugi svetovni vojni. Spomenik je bil zgrajen leta 1956.

## Opis
Spomenik, ki stoji na hribu v južnem delu mesta, ima okroglo sliko in prikazuje prizore prijateljstvo med ljudstvom ZSSR in Mongolije. Mural prikazuje prizore, kot so sovjetska podpora mongolski deklaraciji o neodvisnosti leta 1921, poraz japonske Kvantungske armade s strani Sovjetov pri Halkin Golu na mongolski meji leta 1939, zmaga nad nacistično Nemčijo in dosežki v mirnodobnem času, kot so sovjetski vesoljski poleti, vključno s poletom Sojuza 39, ki je v vesolje ponesel prvega Mongola, Jugderdemidina Guragča.
Leta 2003 so spomenik tankom, ki je bil prej na križišču med Zaisanom in središčem mesta, premaknili k vznožju hriba. Na njem je sovjetski tank brigade, ki jo je financiralo mongolsko ljudstvo. Spomenik tankom vključuje zemljevid, ki prikazuje pot, ki jo je brigada prevozila od Moskve leta 1943 do sodelovanja pri padcu Berlina leta 1945.
Po vožnji do najvišjega parkirišča na hribu se morajo obiskovalci povzpeti po tristo stopnicah, preden pridejo do spomenika in murala. (612 stopnic, če se začnejo pri vznožju hriba.) Tisti, ki se povzpnejo, so nagrajeni s panoramskim razgledom na celotno mesto Ulan Bator v dolini spodaj, pa tudi na reko Tuul, ki teče mimo mesta.
Zaisan je priljubljeno zbirališče za šolske izlete in maturantske slovesnosti. V zadnjem času se v bližini območja Zaisan pojavlja vse več sodobnih luksuznih stanovanjskih kompleksov, zaradi česar je priljubljena kot elitno stanovanjsko okrožje.